# Галичаны (Львовская область)

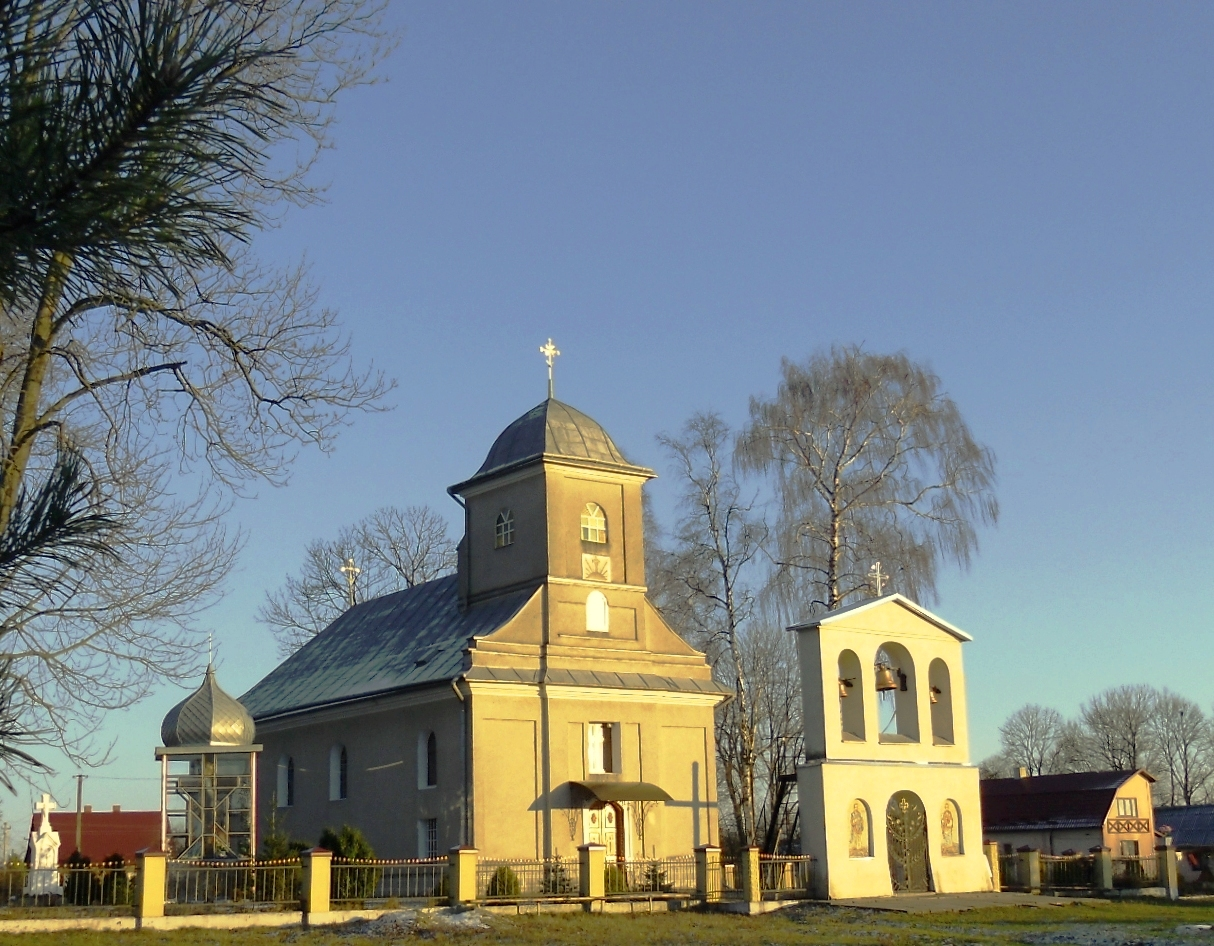
Церковь Космы и Дамиана

Галичаны (укр. Галичани) — село в Городокской городской общине Львовского района Львовской области Украины.
Население по переписи 2001 года составляло 776 человек. Занимает площадь 1,185 км². Почтовый индекс — 81504. Телефонный код — 3231.